# Smittina kobjakovae
Smittina kobjakovae är en mossdjursart som beskrevs av Androsova 1958. Smittina kobjakovae ingår i släktet Smittina och familjen Smittinidae. Inga underarter finns listade i Catalogue of Life.